# Psychotria humilis
Psychotria humilis är en måreväxtart som beskrevs av William Philip Hiern. Psychotria humilis ingår i släktet Psychotria och familjen måreväxter.

## Underarter
Arten delas in i följande underarter:
- P. h. cornuta
- P. h. humilis